# سيسنا سكاي ماستر
سيسنا سكاي ماستر (بالإنجليزية: Cessna Skymaster)‏ هي طائرة منافع خفيفة، بمحركين. أنتجت في 1963 بالولايات المتحدة. من صناعة سيسنا . كان أول طيران لها في 1961. دخلت الخدمة في 1962، ومازالت في الخدمة حتى الآن. صنع منها 2,993 طائرة.